# Ville-Houdlémont
Ville-Houdlémont ist eine französische Gemeinde mit 705 Einwohnern (Stand: 1. Januar 2022) im Département Meurthe-et-Moselle in der Region Grand Est (bis 2015 Lothringen). Sie gehört zum Arrondissement Val-de-Briey und ist Mitglied im Gemeindeverband Communauté de communes Terre Lorraine du Longuyonnais.

## Geografie

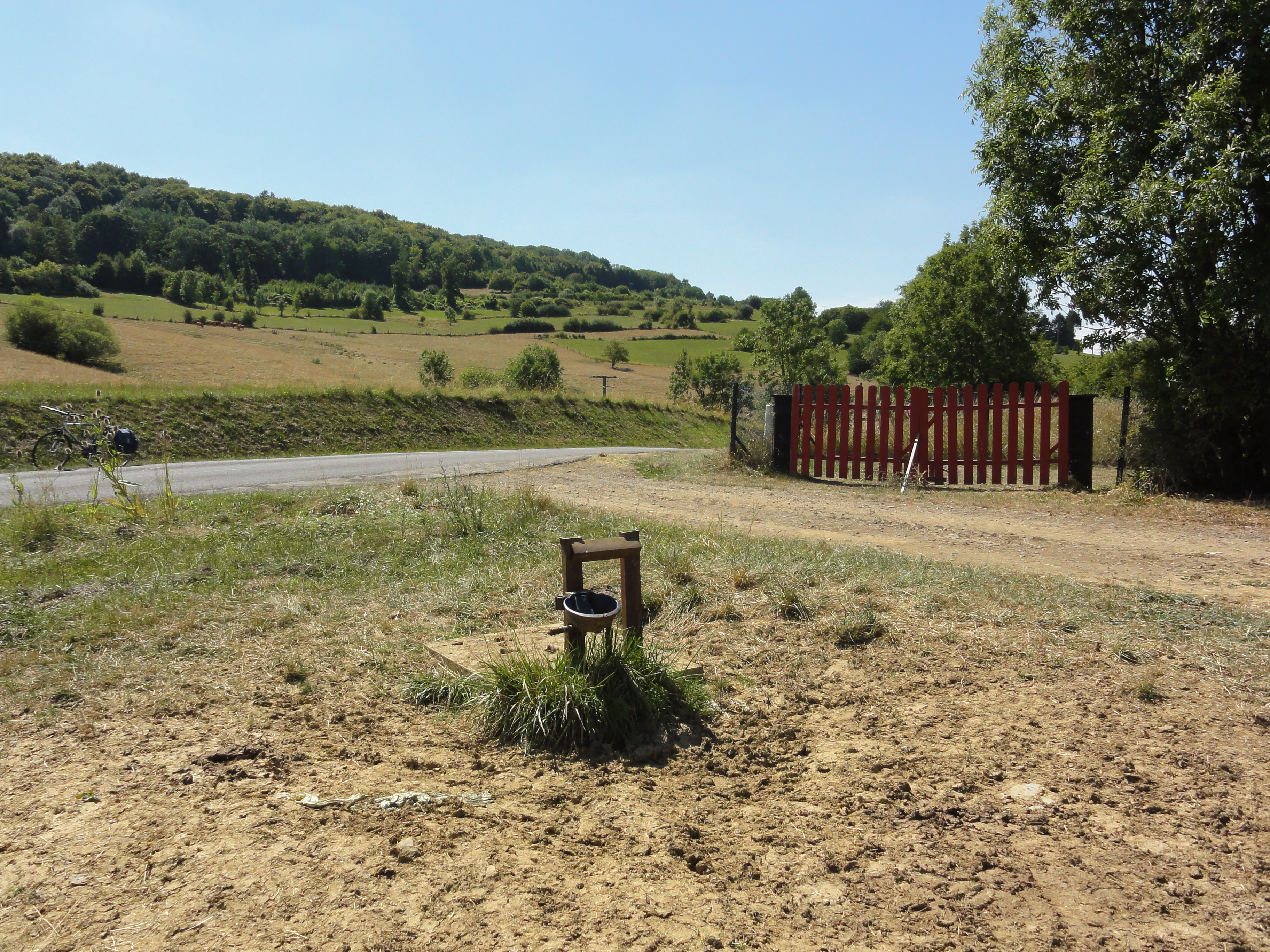
Landschaft bei Ville-Houdlémont

Ville-Houdlémont liegt im nördlichen Teil des Départements an der Grenze zu Belgien, etwa 38 Kilometer nordnordwestlich von Val de Briey. Umgeben wird Ville-Houdlémont von den Nachbargemeinden Musson (Belgien) im Norden und Nordosten, Gorcy im Osten, Cosnes-et-Romain im Südosten und Süden, Saint-Pancré im Westen sowie Virton (Belgien) im Nordwesten.

## Geschichte
1299 wird der Ort als Luedelhout erwähnt.

### Bevölkerungsentwicklung
| Jahr      | 1962 | 1968 | 1975 | 1982 | 1990 | 1999 | 2006 | 2012 | 2019 |
| Einwohner | 332  | 520  | 504  | 512  | 504  | 531  | 572  | 651  | 683  |

## Sehenswürdigkeiten
- Pfarrkirche Saint-Denis, 1547 erbaut, wobei ein Teil des Glockenturms erhalten geblieben ist. Dieser wurde 1756 aufgestockt. Langhaus im 18. Jahrhundert umgebaut. Vergrößerung des Chors im Jahr 1830 und Bau von zwei Sakristeien auf jeder Seite des Chors.
- Ehemaliges Einsiedlerhaus aus dem 18. Jahrhundert in der Umfriedung der Kirche

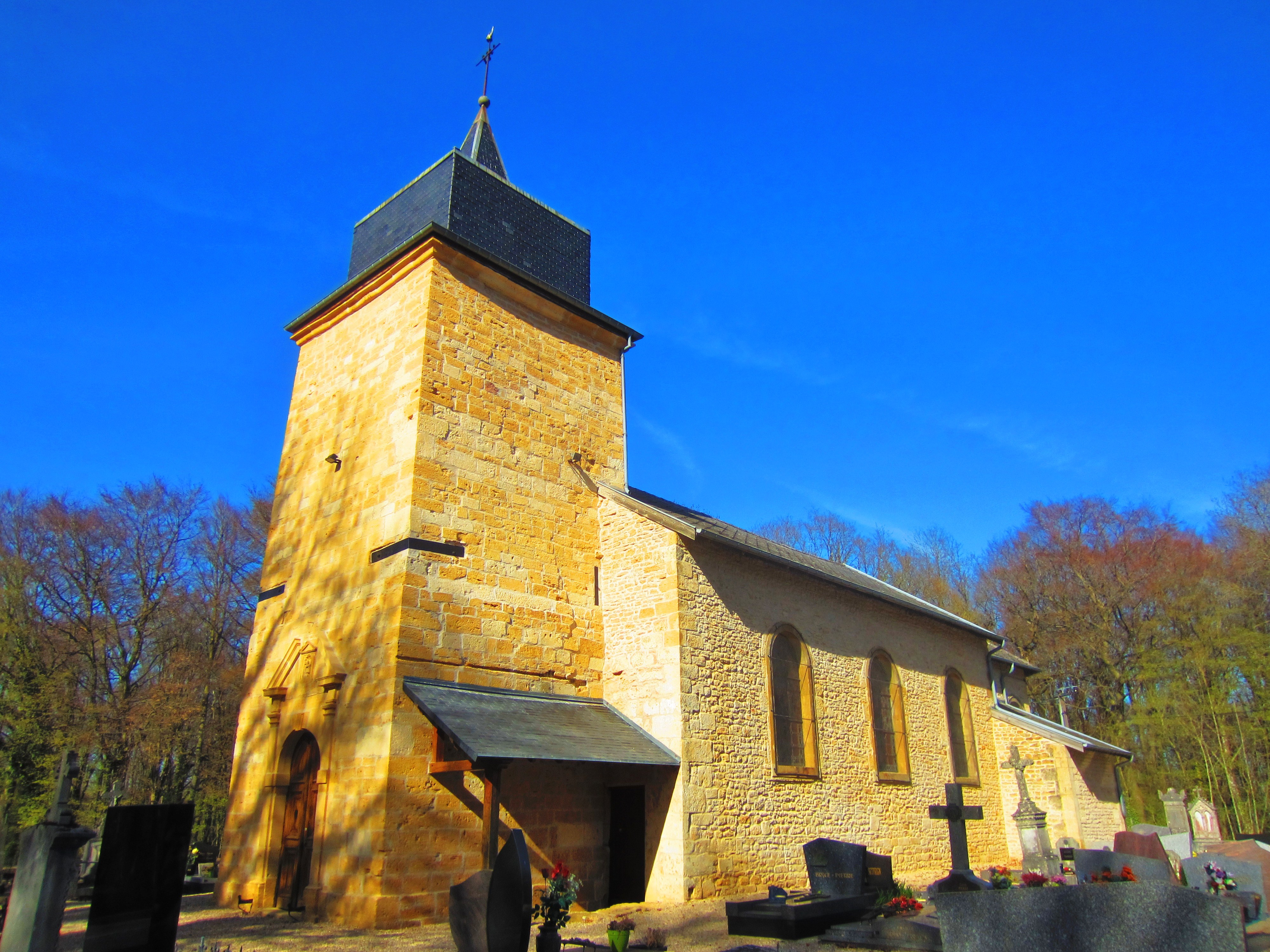
Pfarrkirche Saint-Denis
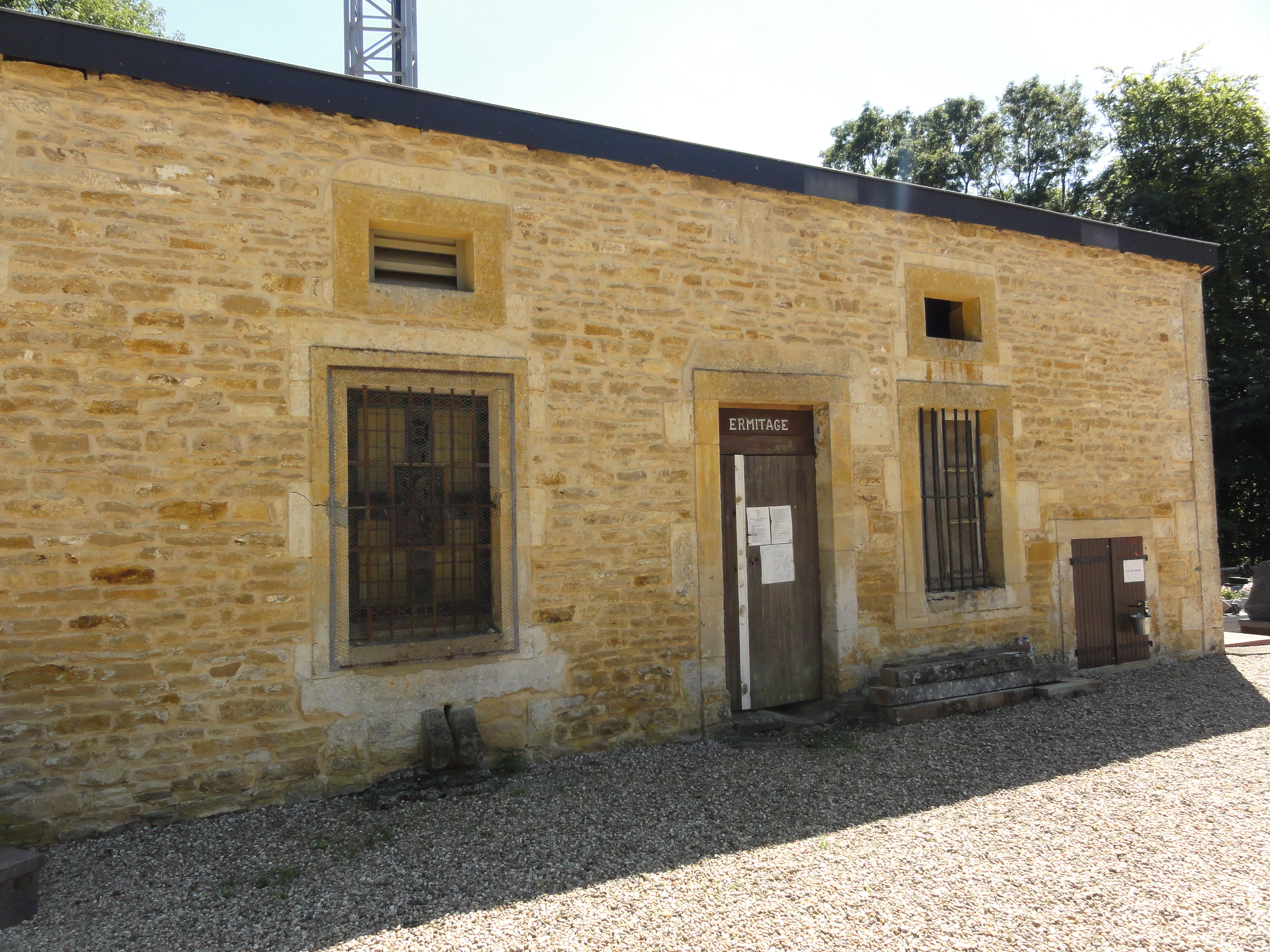
Ehemaliges Einsiedlerhaus